# Cremifania nigrocellulata
Cremifania nigrocellulata är en tvåvingeart som beskrevs av Leander Czerny 1904. Cremifania nigrocellulata ingår i släktet Cremifania och familjen markflugor. Inga underarter finns listade i Catalogue of Life.